# Papuogryllacris trianguligera
Papuogryllacris trianguligera är en insektsart som först beskrevs av Griffini 1911.  Papuogryllacris trianguligera ingår i släktet Papuogryllacris och familjen Gryllacrididae.

## Underarter
Arten delas in i följande underarter:
- P. t. dimidiatipes
- P. t. nigrolaminata
- P. t. trianguligera